# Lysinibacillus
Lysinibacillus es un género de bacterias Gram positivas.

## Características
Están formadas por células móviles, en forma de bastoncillos, que producen endosporas elipsoidales o esféricas localizadas terminalmente en un esporangio hinchado. Las pruebas de oxidasa y catalasa dan resultados positivos, mientras que para la producción de indol y H2S, reducción de nitratos y β-galactosidasa (ONPG), las pruebas son negativas. El mayor ácido graso celular es iso-C15:0. La pared celular de peptidoglicano contiene lisina y ácido aspártico, como los aminoácidos de diagnóstico, representando la pared celular de peptidoglicano tipo A4α (Lys-Asp). El sistema respiratorio de lipoquinonas dominante es MK-7. Los principales lípidos polares son difosfatidilglicerol, fosfatidilglicerol y fosfogliocolípido ninhidrina positivo. El contenido de G + C es 35-38% en moles.

## Especies
Han sido descritas las siguientes especies:
- Lysinibacillus boronitolerans
- Lysinibacillus fusiformis
- Lysinibacillus sphaericus
- Lysinibacillus parviboronicapiens